# Ворентон (Вирџинија)
Ворентон (енгл. Warrenton) град је у америчкој савезној држави Вирџинија. По попису становништва из 2010. у њему је живело 9.611 становника.

## Демографија
Према попису становништва из 2010. у граду је живело 9.611 становника, што је 2.941 (44,1%) становника више него 2000. године.
| Група             | 2000.         | 2010.         |
| Белци             | 5.197 (77,9%) | 7.126 (74,1%) |
| Афроамериканци    | 1.100 (16,5%) | 1.303 (13,6%) |
| Азијати           | 67 (1,0%)     | 222 (2,3%)    |
| Хиспаноамериканци | 217 (3,3%)    | 709 (7,4%)    |
| Укупно            | 6.670         | 9.611         |